# Sierra Nevada (Spanien)

Sierra Nevada ("den snöklädda bergskedjan") är en bergskedja inom Betiska kordiljäran i Andalusien i södra Spanien med 20 toppar på över 3 000 meter. Den högsta är Mulhacén, som med sina 3 482 meter är Iberiska halvöns högsta berg. På Sierra Nevada finns Europas sydligaste skidort, som också går under namnet Sierra Nevada. Den ligger vid bergskedjans näst högsta topp Pico del Veleta, som har en höjd av 3 398 m. Höjden över havet gör att det är mycket snösäkert under vintersäsongen, som normalt varar från december till första maj. Skidområdets storlek och pisternas skötsel kan jämföras med Åres. Liftsystemet har kabinbana, äggliftar och snabba stolsliftar. De få släpliftar som finns är samtliga korta och odramatiska.
Närheten till Costa del Sol innebär att detta är ett av de få områden i världen där det är möjligt att samma dag åka skidor och ta ett behagligt dopp i havet.
Sierra Nevada är även en nationalpark. Det skyddade området är på 86 208 hektar (862 kvadratkilometer). Här finns bergstoppar, floder, sjöar och en unik flora och fauna. Området är ett populärt utflyktsmål året om.
På drygt 2 800 meters höjd i Loma de Dilar hittar man Sierra Nevadas astronomiska observatorium, OSN.